# MSC Air
MSC Air S.p.A., è una compagnia aerea cargo italiana con sede a Vizzola Ticino, Varese.
Fondata come AlisCargo Airlines S.p.A nel 2019, la società avviò le operazioni nel 2021. Il 27 dicembre 2022 l'ENAC ne sospese la licenza di volo, interrompendone le attività. Le operazioni sono riprese nel 2024 quando la divisione aerea di Mediterranean Shipping Company, MSC Air Cargo, ne ha acquisito il 100%.

## Storia
La società fu costituita nel 2019 per iniziativa di Domenico Alcide Leali, già fondatore di Air Dolomiti (nel 1991) e Cargo Italia (nel 2009).
Le operazioni commerciali iniziarono il 18 agosto 2021 con un volo da Milano a Jinan, operato in collaborazione con China Eastern Airlines.
La compagnia avviò inizialmente le attività con due Boeing 777-200ER e, nel febbraio 2022, ampliò la flotta con altri due aeromobili dello stesso tipo provenienti da Alitalia, anch'essi riconvertiti per il trasporto merci.
Successivamente AlisCargo iniziò voli verso Tokyo-Narita, Hong Kong, Liegi e New York.
Il 27 dicembre 2022 l'ENAC sospese la licenza di volo della compagnia. Il 3 agosto 2023 MSC S.A. ne acquisì una quota di maggioranza, completando l'acquisizione totale nel 2024.
Nel giugno 2024 MSC Air ha ricevuto un Boeing 777F, registrato come I‑MSCA. Si tratta del primo velivolo operato direttamente sotto la licenza italiana di AlisCargo Airlines, dopo l'acquisizione da parte di MSC S.A.

### Marchio
Il logo originario di AlisCargo Airlines presentava la scritta "AlisCargo" in caratteri maiuscoli, con una combinazione di colori arancione e viola. Con l'acquisizione da parte del gruppo MSC, il marchio e il logo sono stati sostituiti da quelli di MSC Air.

Logo di AlisCargo Airlines.

## Flotta

### Flotta attuale

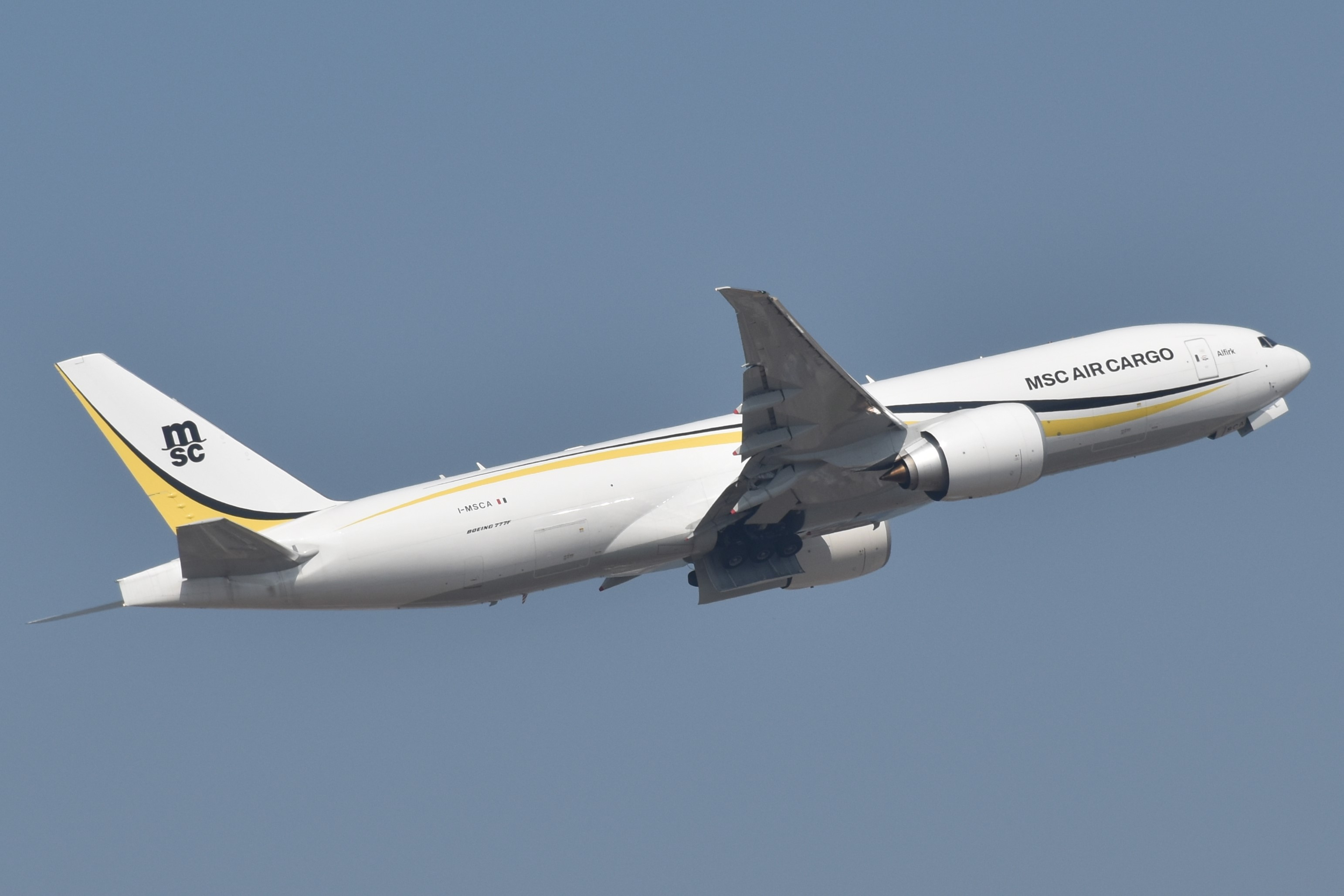
Un Boeing 777F in livrea MSC Air.

A luglio 2025 la flotta di MSC Air è così composta:

### Flotta storica

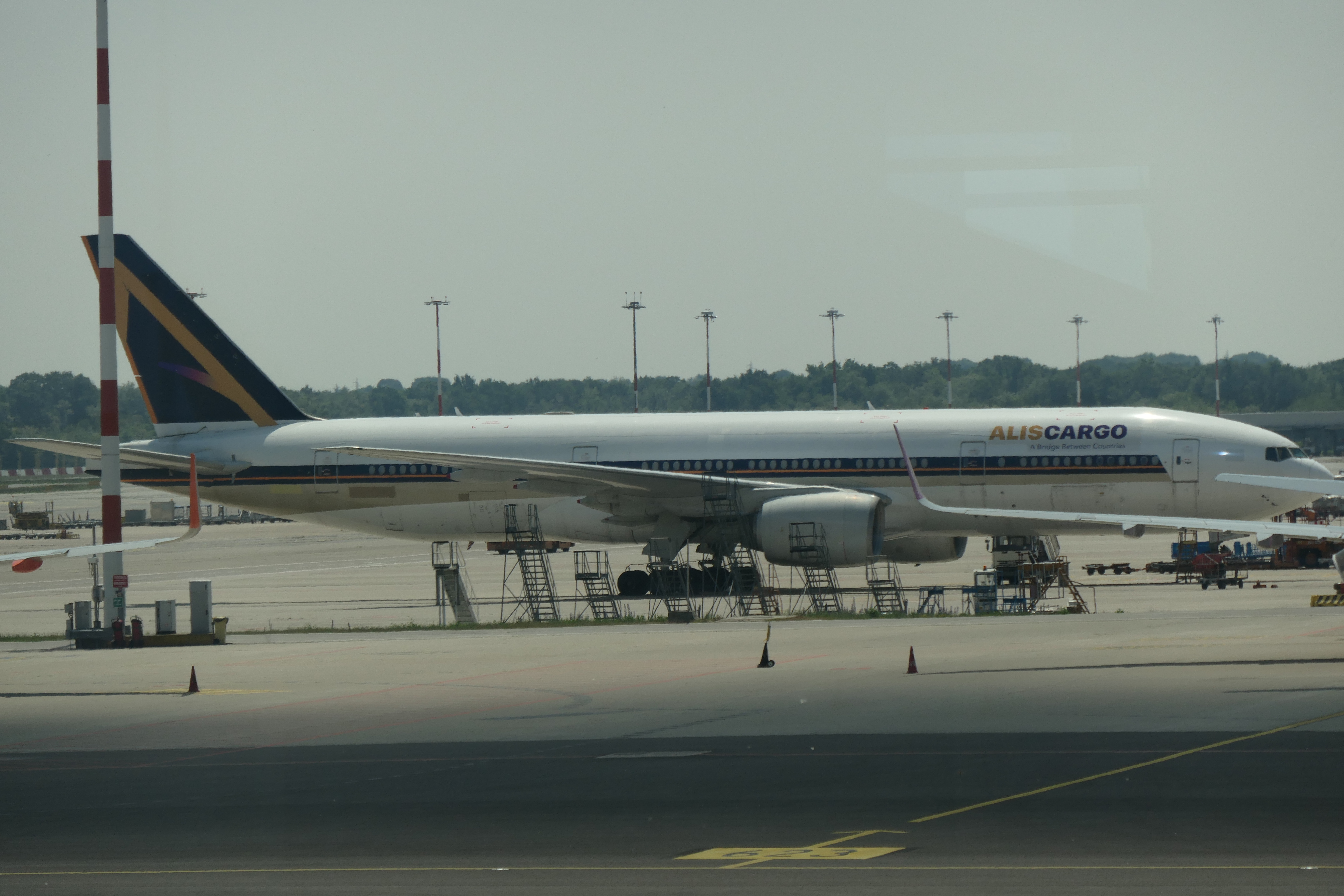
Un Boeing 777-200ER in livrea AlisCargo Airlines.

AlisCargo Airlines operava con i seguenti aeromobili: